# Eleições legislativas regionais na Madeira em 1980
As eleições legislativas regionais na Madeira em 1980, também designadas eleições para a Assembleia Legislativa da Região Autónoma da Madeira, realizaram-se a 5 de outubro e delas resultou a vitória da maioria do Partido Social Democrata (PPD/PSD), liderado por Alberto João Jardim.
A campanha eleitoral para as legislativas regionais na Madeira decorreu de 24 de setembro a 3 de outubro.
A abstenção foi de 19,15%, ou seja, dos 153 439 eleitores recenseados votaram 124 062.

## Partidos
Os partidos e coligações que concorreram às eleições para a Assembleia Legislativa da Região Autónoma da Madeira em 1980 foram os seguintes:
| Sigla | Sigla     | Partido/Coligação                               |
| ----- | --------- | ----------------------------------------------- |
|       | APU       | Aliança Povo Unido                              |
|       | CDS       | Partido do Centro Democrático Social            |
|       | PCTP/MRPP | Partido Comunista dos Trabalhadores Portugueses |
|       | PPD/PSD   | Partido Social Democrata                        |
|       | PS        | Partido Socialista                              |
|       | UDA/PDA   | Partido Democrático do Atlântico                |
|       | UDP       | União Democrática Popular                       |

## Resultados
Resultados regionais apurados pela Comissão Nacional de Eleições.
| Partido                 | Partido                                         | Votos   | %               | +/-   | Deputados | +/-     |
| ----------------------- | ----------------------------------------------- | ------- | --------------- | ----- | --------- | ------- |
|                         | Partido Social Democrata                        | 81 051  | 65,33 / 100,00  | 5,70  | 35 / 44   | 6       |
|                         | Partido Socialista                              | 18 606  | 15,00 / 100,00  | 7,34  | 5 / 44    | 3       |
|                         | Partido do Centro Democrático Social            | 8 016   | 6,46 / 100,00   | 3,04  | 1 / 44    | 1       |
|                         | União Democrática Popular                       | 6 804   | 5,48 / 100,00   | 0,38  | 2 / 44    | Estável |
|                         | Aliança Povo Unido                              | 3 877   | 3,13 / 100,00   | 1,30  | 1 / 44    | 1       |
|                         | Partido Democrático do Atlântico                | 2 122   | 1,71 / 100,00   | Novo  | 0 / 44    | Novo    |
|                         | Partido Comunista dos Trabalhadores Portugueses | 489     | 0,39 / 100,00   | 0,06  | 0 / 44    | Estável |
| Votos inválidos         | Votos inválidos                                 | 3 097   | 2,50 / 100,00   | 1,23  |           |         |
| Total                   | Total                                           | 124 062 | 100,00 / 100,00 |       | 44 / 44   | 3       |
| Eleitorado/Participação | Eleitorado/Participação                         | 153 439 | 80,85 / 100,00  | 6,05  |           |         |
| Fonte                   | Fonte                                           | [ 5 ]   | [ 5 ]           | [ 5 ] | [ 5 ]     | [ 5 ]   |